# Квадрус, Кетлейн
Кетлейн Квадрус (порт. Ketleyn Quadros; род. 1 октября 1987, Сейландия, Федеральный округ, Бразилия) — бразильская дзюдоистка. Завоевав бронзовую медаль на летних Олимпийских играх 2008 года в Пекине в соревнованиях по дзюдо в категории до 57 кг, стала первой бразильской женщиной-обладательницей олимпийской медали в индивидуальных соревнованиях.